# 周嗣源
周嗣源（？—？），清朝政治人物。貢生出身。
光緒十年，接替钱志澄。擔任江蘇荆溪縣知縣。后由薛星輝接任。